# کیفون
کیفون (به عربی: كيفون) یک منطقهٔ مسکونی در لبنان است که در شهرستان عالیه واقع شده‌است.